# Powiększenie wzdłużne

Obraz powiększony poprzecznie i wzdłużnie

Powiększenie wzdłużne układu optycznego – liniowe powiększenie obrazu wzdłuż osi optycznej. Powiększenie wzdłużne w ogólnym przypadku nie ma takiej samej wartości jak powiększenie poprzeczne (w kierunku prostopadłym do osi optycznej). Zjawisko to powoduje zniekształcenie perspektywy obrazu. Powiększenie wzdłużne {\displaystyle p_{w}} można zapisać wzorem
{\displaystyle p_{w}=\left|{\frac {\Delta y}{\Delta x}}\right|,}
gdzie:
{\displaystyle \Delta x} – długość przedmiotu mierzona wzdłuż osi optycznej,
{\displaystyle \Delta y} – długość obrazu mierzona wzdłuż osi optycznej.

## Zależność między powiększeniem wzdłużnym a powiększeniem poprzecznym
Powiększenie wzdłużne równe jest kwadratowi powiększenia poprzecznego:
{\displaystyle p_{w}=p^{2}}
Oznacza to, że tylko przy {\displaystyle p=1} oba powiększenia są takie same. W zwykłej fotografii lub rejestracji obrazu kamerą powiększenie {\displaystyle p<1,} wówczas powiększenie wzdłużne jest mniejsze od poprzecznego. Powoduje to spłaszczenie głębi obrazu, co jest efektem korzystnym, ponieważ umożliwia uzyskiwanie dużej głębi ostrości.
W przypadku makrofotografii, gdy powiększenie poprzeczne {\displaystyle p>1,} powiększenie wzdłużne staje się bardzo duże i głębia ostrości jest mała.

## Wyprowadzenie zależności

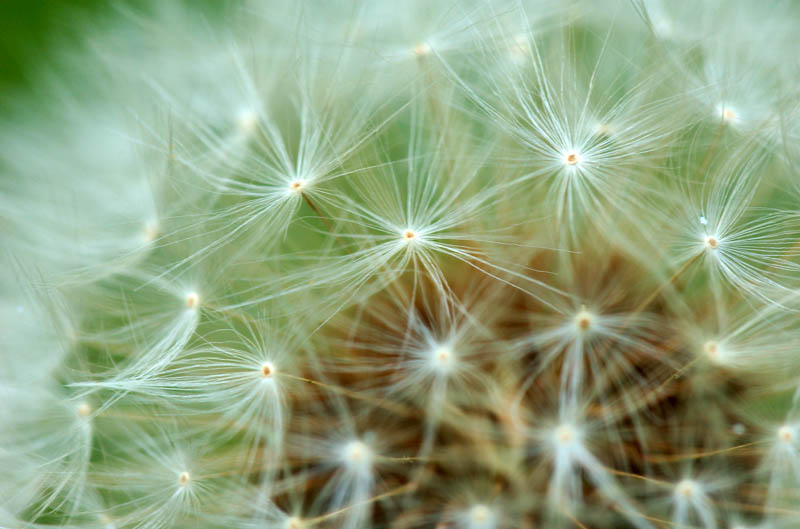
Na makrofotografii głębia ostrości jest bardzo mała

Powiększenie poprzeczne wyrażone jest wzorem
{\displaystyle p={\frac {y}{x}},}
gdzie:
{\displaystyle x} – odległość soczewki lub głównej płaszczyzny optycznej obiektywu od przedmiotu,
{\displaystyle y} – odległość soczewki lub głównej płaszczyzny optycznej obiektywu od obrazu.
Aby wyrazić powiększenie wzdłużne również przez stosunek wielkości {\displaystyle x} i {\displaystyle y,} wygodniej jest zapisać powiększenie wzdłużne w postaci różniczkowej
{\displaystyle p_{w}=\left|{\frac {dy}{dx}}\right|.}
Wychodząc z równania soczewki
{\displaystyle {\frac {1}{f}}={\frac {1}{x}}+{\frac {1}{y}},}
po obliczeniu różniczki otrzymuje się
{\displaystyle 0=-{\frac {dx}{x^{2}}}-{\frac {dy}{y^{2}}},}
a po przekształceniu tego równania uzyskuje się wzór
{\displaystyle {\frac {dy}{dx}}=-{\frac {y^{2}}{x^{2}}},}
skąd wynika, że powiększenie wzdłużne
{\displaystyle p_{w}={\frac {y^{2}}{x^{2}}}=p^{2}.}